# Nikolaj Zelinskij
Nikolaj Dmitrijevič Zelinskij (rusky Николай Дмитриевич Зелинский, 25. ledna 1861 Tiraspol, Chersonská gubernie, Ruské impérium – 31. července 1953 Moskva) byl rusko-moldavský organický chemik. Byl jedním z nejvýznamnějších chemiků své doby a jedním z průkopníků moderní organické chemie a katalýzy.
Objevil vlastnosti aktivního uhlí a v roce 1915 vynalezl první účinnou plynovou masku, která poskytovala ochranu vojskům zemí Dohody před jedovatými plyny. Tyto masky se stále používají v armádě, chemickém průmyslu a záchranných složkách.
Zelinskij byl jedním ze zakladatelů teorie organické katalýzy a podílel se na rozvoji petrochemického průmyslu a výrobě syntetického kaučuku. Jeho práce v oblasti katalýzy a petrochemie položila základy moderním rafinačním procesům.

## Mládí a vzdělání

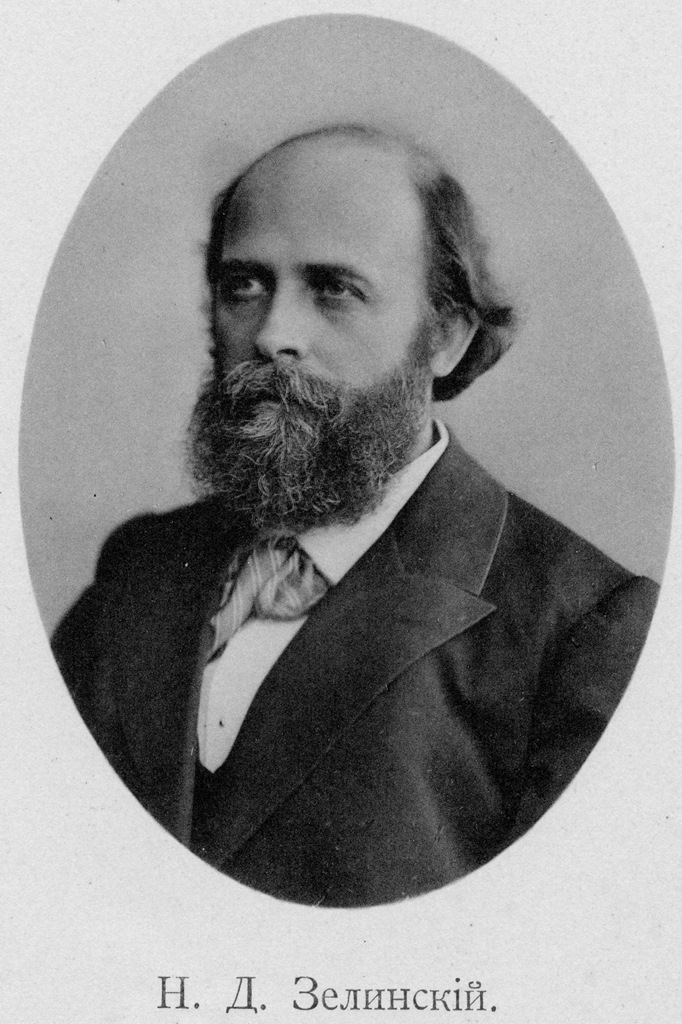
Nikolaj Dmitrijevič Zelinskij (ve středním věku)

Nikolaj Dmitrijevič Zelinskij se narodil 25. ledna 1861 v Tiraspolu ve šlechtické rodině. Otec Dmitrij Osipovič pocházel z volyňské šlechty a zemřel v roce 1863 na souchotiny. O dva roky později zemřela na stejnou nemoc jeho matka. Osiřelý chlapec pak prožil dětství u své babičky na venkově. V 10 letech začal navštěvovat okresní školu v Tiraspolu a pak nastoupil na gymnázium Oděsa Richelieu.
Po absolvování gymnázia v roce 1880 byl přijat na fakultu fyziky a matematiky na Oděské univerzitě, kterou absolvoval v roce 1884. Poté byl odeslán do Německa, aby získal hlubší znalosti z organické chemie. Od roku 1885 až 1887 se zabýval výzkumem v laboratoři Johannese Wislicenuse v Lipsku a pak studoval nové reakce s plynem yperitem v laboratoři Viktora Meyera v Göttingenu.
V roce 1887 byl jmenován soukromým docentem na katedře chemie Oděské univerzity. V roce 1888 složil mistrovskou zkoušku, v roce 1889 obhájil magisterskou práci na téma Otázky izomerie v thiofenové řadě a v roce 1891 doktorskou disertační práci na téma Výzkum jevů izomerie v řadě nasycených uhlovodíků.

## Akademická a vědecká kariéra

### Období Ruska

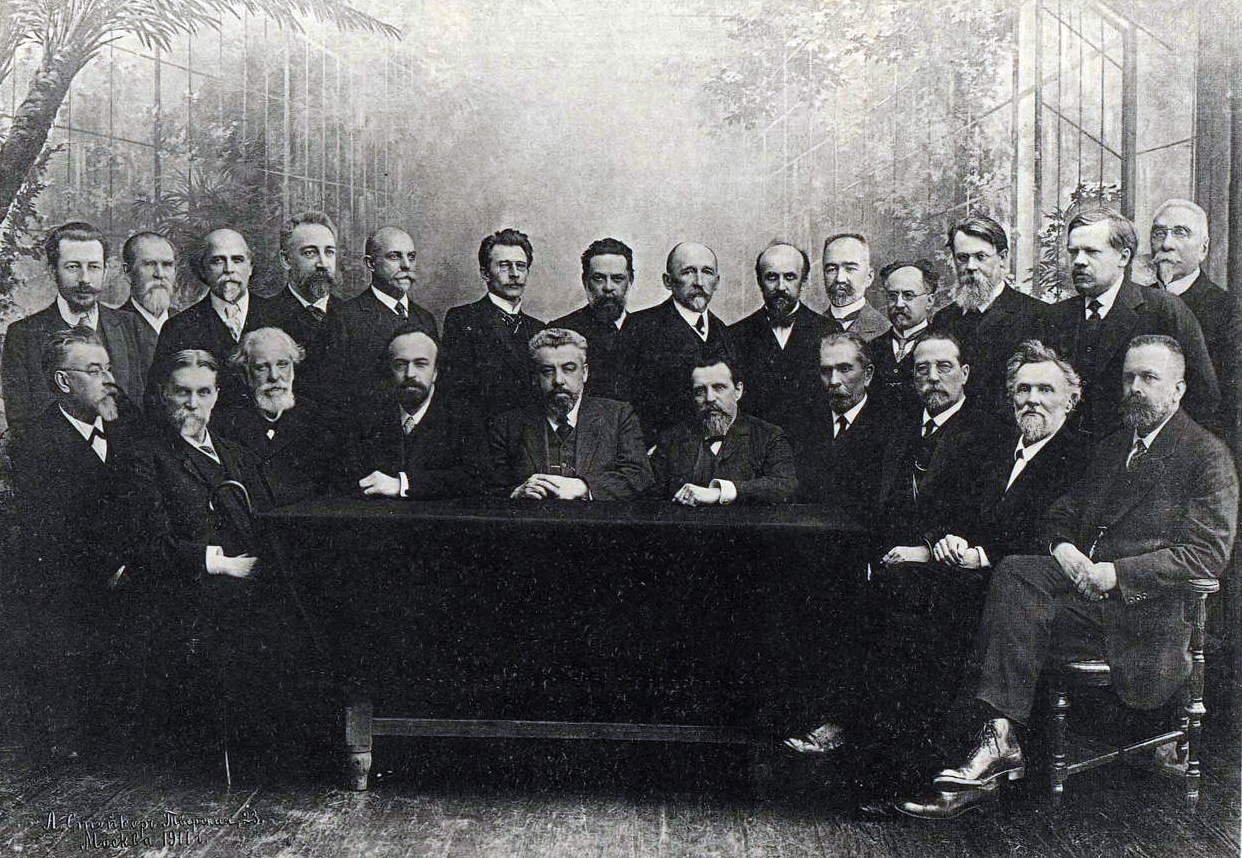
Profesoři Moskevské státní univerzity v roce 1911. Nikolaj Dmitrijevič Zelinskij stojící třetí zleva.

V roce 1893 začal svou vědeckou kariéru na Moskevské státní univerzitě M. V. Lomonosova na pozvání Dmitrije Ivanoviče Mendělejeva. Od roku 1893 byl mimořádným profesorem na katedře organické chemie a od roku 1902 byl řádným profesorem. Jeho práce se zde soustředila na organickou chemii, zejména na katalytické procesy a ropné deriváty. Věnoval se také výzkumu chemické struktury uhlovodíků a syntéze nových sloučenin.
V roce 1911 rezignoval na svůj post na Moskevské státní univerzitě na protest proti vzdělávací politice carské vlády a stal se ředitelem státní laboratoře v Petrohradě. Během první světové války v roce 1915 se Zelinskij významně podílel na vývoji aktivního uhlíkového filtru, který se stal klíčovou součástí prvních účinných plynových masek. Tento objev pomohl ochránit vojáky před smrtícími bojovými plyny (například chlor a fosgen) a měl také zásadní význam pro obranné technologie.

### Období Sovětského svazu
Po říjnové revoluci v roce 1917 pokračoval ve vědecké práci na Moskevské státní univerzitě. Stal se akademikem Akademie věd SSSR a jedním z předních sovětských chemiků. Jeho výzkum měl velký dopad na petrochemický průmysl a syntézu organických látek. Byl uznáván nejen v Sovětském svazu, ale i mezinárodně jako průkopník v oblasti katalýzy a organické chemie.
Za svůj přínos vědě obdržel mnoho vyznamenání, včetně Řádu Lenina a titulu Hrdina socialistické práce. Zemřel 31. července 1953 v Moskvě ve věku 92 let.

## Objevy

#### Aktivní uhlí a plynová maska
Jeden z jeho nejznámějších objevů vznikl během první světové války, kdy byly poprvé ve velkém měřítku použity bojové plyny (například chlor, fosgen, yperit).
Zelinskij zjistil, že velmi účinným absorbentem toxických plynů je aktivní uhlí. Na základě jeho výzkumu byla vyvinuta první účinná plynová maska, která obsahovala filtr s aktivním uhlím. Tento vynález zachránil tisíce životů na bojištích a stal se standardem pro ochranné prostředky proti chemickým zbraním.

#### Katalytická hydrogenace a dehydrogenace uhlovodíků
Zelinskij studoval chemické reakce na úpravu uhlovodíků. To mělo zásadní vliv na rozvoj rafinace ropy v petrochemickém průmyslu. Objevil a popsal tyto reakce:
- Katalytická hydrogenace je reakce, která umožňuje přeměnu nenasycených uhlovodíků na nasycené za použití katalyzátorů. Tento proces se dnes využívá při výrobě benzínu, maziv a dalších produktů.
- Dehydrogenace uhlovodíků je reakce, která se používá pro výrobu nenasycených uhlovodíků (například ethylen a butadien), které jsou důležité pro výrobu plastů a syntetického kaučuku.

#### Heterocyklické sloučeniny a organická syntéza
Zelinskij se zabýval syntézou a strukturou různých organických sloučenin, včetně heterocyklických sloučenin (například pyrrolu a jeho derivátů). Zkoumal reakce vedoucí k syntéze barviv, léčiv a polymerů. Tento výzkum pomohl rozvoji organické chemie ve dvacátém století.

#### Vývoj katalyzátorů pro chemické reakce
Zelinskij provedl řadu experimentů s kovovými katalyzátory, které pomohly zefektivnit různé chemické reakce v průmyslu. Jeho práce vedla k vylepšení procesů v chemickém a petrochemickém průmyslu, například při výrobě syntetických paliv.

## Osobní život

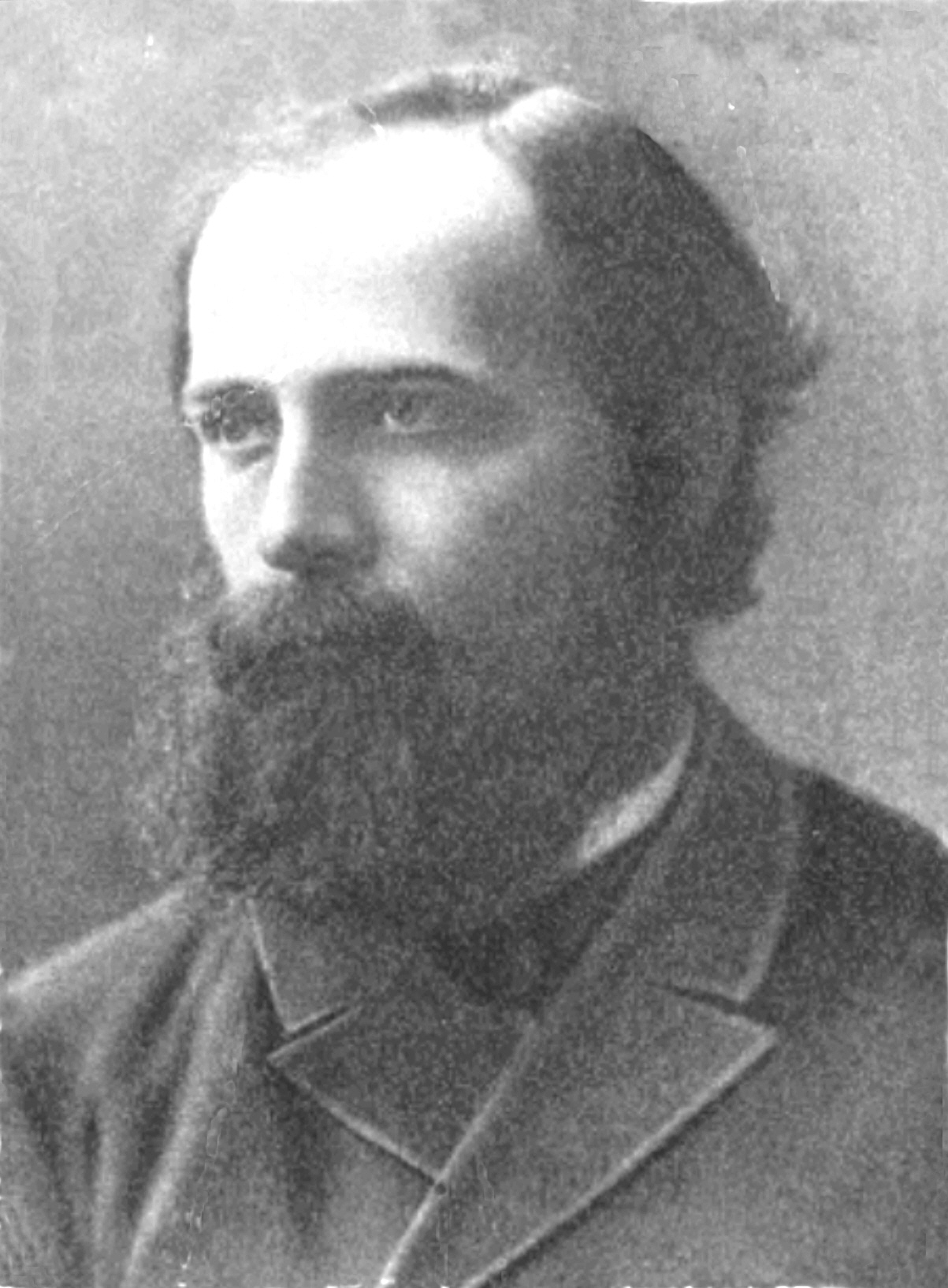
Nikolaj Dmitrijevič Zelinskij (civilní fotografie)

Nikolaj Dmitrijevič Zelinskij byl ženatý celkem třikrát. Se svou první manželkou Raisou žil 25 let až do její smrti v roce 1906. Jeho druhá manželka byla klavíristka Jevgenija Kuzmina-Karavajevová a manželství trvalo také 25 let. Narodila se jim dcera Raisa Zelinskaja-Plateová (1910-2001).
Jeho třetí manželka byla umělkyně Nina Jevgenijevna Žukovskaja-Bok a manželství trvalo 20 let. Měli spolu dva syny:
- Andrej (1933) je ruský historik a archeolog. Od roku 1954 vedl Pamětní muzeum Nikolaje Dmitrijeviče Zelinského v Moskvě a v roce 1991 vedl Centrum pro obranu noosféry Nikolaje Dmitrijeviče Zelinského.
- Nikolaj (1940-2015)

## Dílo
- Studium stereoizomerických jevů v řadě nasycených uhlovodíků. Oděsa: N. D. Zelinsky, A. Schulze, 1891
- Uhlí jako prostředek boje proti dusivým a jedovatým plynům: experimentální studie z let 1915-1916. N. D. Zelinsky a V. S. Sadikov. Akademie Nauk SSSR, 1941
- Velký ruský chemik A. M. Butlerov (1828-1886). N. D. Zelinsky, M. M. Azarina. Moskevské nakladatelství. Ispytateley prirody Publ., 1949.
- Vyšší mastné kyseliny a jejich vztah k tuberkulózním bacilům. N. D. Zelinsky, L. S. Bondar. Moskevské nakladatelství. Ispytateley prirody Publ., 1951

## Ocenění
- Od roku 1929 byl řádným členem Ruské akademie věd.
- V roce 1934 obdržel Leninovu cenu.
- V letech 1942, 1946, 1948 dostal Stalinovu cenu.
- Čtyřikrát získal Leninův řád.
- Obdržel titul Hrdina socialistické práce.
- Byl prezidentem Moskevské společnosti přírodovědců.
- V roce 1961 a 2011 byla na jeho počest vydána známka.
- Je po něm pojmenován Zelinského institut organické chemie Ruské akademie věd.
- Je po něm pojmenována jedna z ulic v Moskvě, stejně jako ulice ve městech Voskresensk (Moskevská oblast), Tiraspol, Kišiněv, Ťumeň, Jaroslavl, Velikij Novgorod, Orsk, Karaganda, Daugavpils, Alma-Ata a Mariupol.
- V roce 1970 pojmenovala Mezinárodní astronomická unie kráter na odvrácené straně Měsíce Zelinskij.

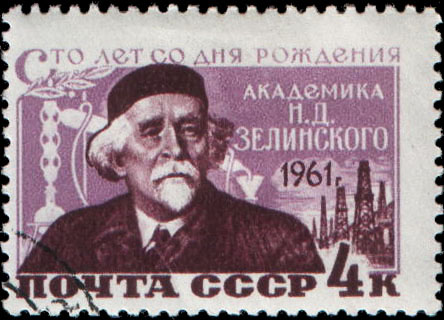
Známka z roku 1961
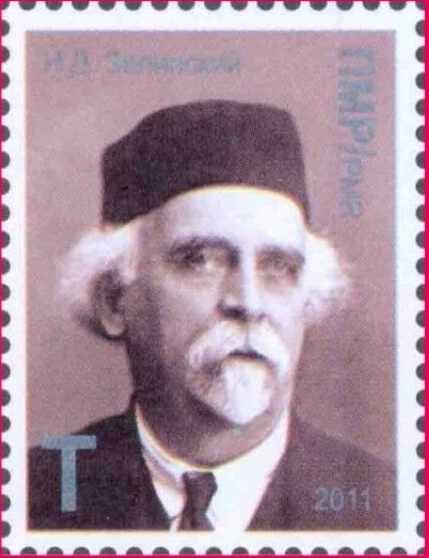
Známka z roku 2011
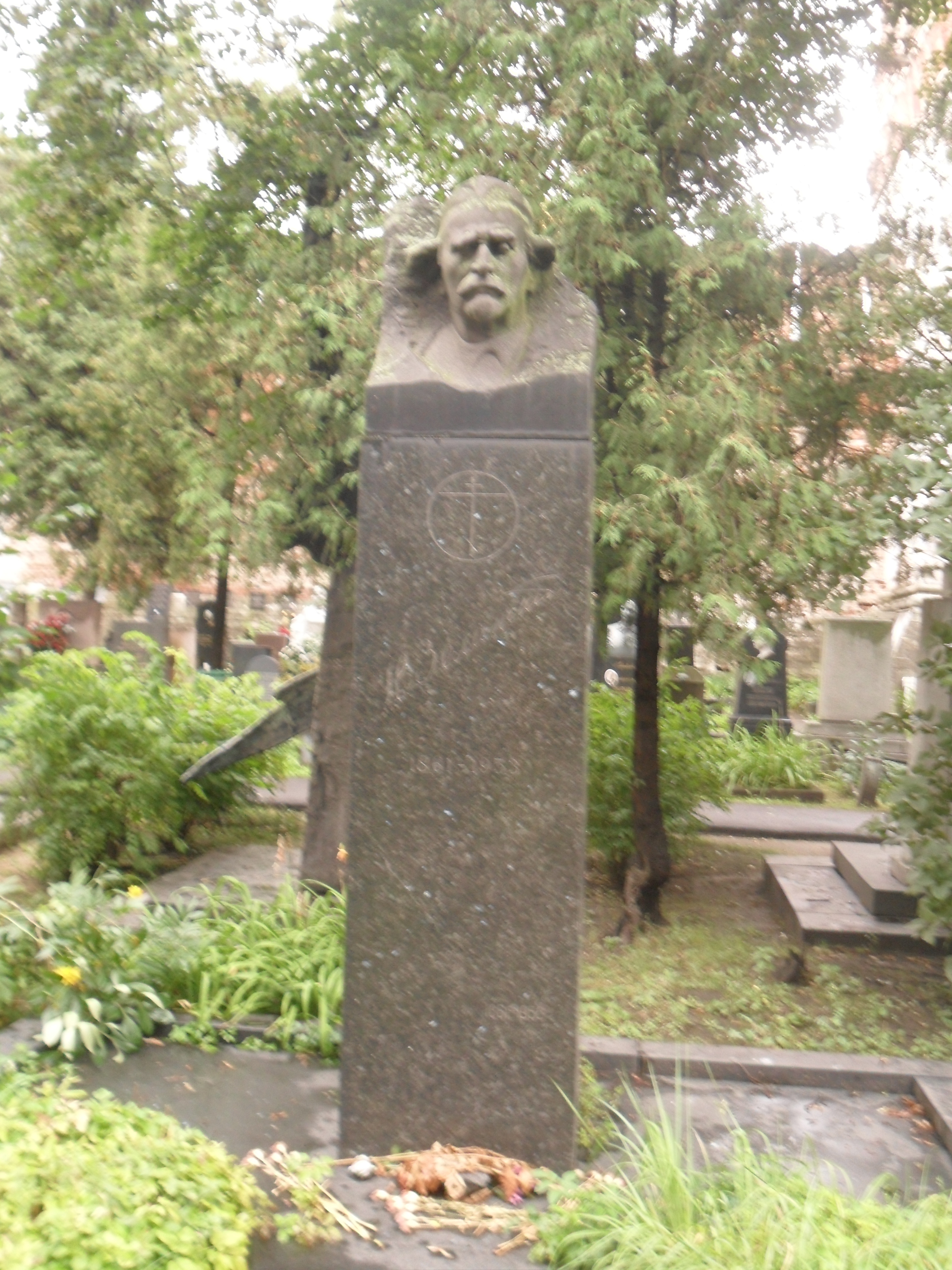
Náhrobek v Moskvě
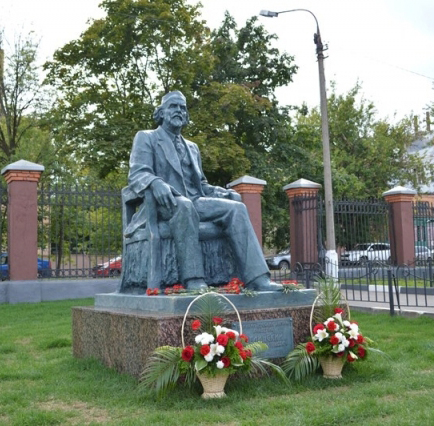
Památník v Elektrostalu